# 高密公主 (唐朝)
高密公主（590年代—655年）是唐太宗李世民的姊姊。

## 生平
高密公主先嫁長孫孝政，由李建成做主再嫁段綸。大业十三年（617年），父亲李渊在晋阳起兵。丈夫段纶则逃往蓝田，聚兵万人。唐朝建立后，她最初受封琅邪公主。永徽六年（655年）逝世，遺命要求自己的陵墓向東，以望見父親李淵的陵墓唐献陵。後來段綸、高密公主夫婦二人死後葬唐昭陵。

## 出生年
高密公主具體生年不詳。《新唐書·諸帝公主》中，公主列於第四位。段蕑璧的墓誌銘提及公主為「高密大長公主」、「公主即高祖武皇帝之第四女、太宗文皇帝之同氣姊焉」，於是高密公主是為唐高祖李淵的第四女。

## 家庭
公主与前夫長孫孝政有一女长孙氏，嫁段某，长孙氏至少生育一个女儿。贞观十五年（641年），唐太宗将高密公主的外孙女段氏嫁与禄东赞，禄东赞以自己已有妻子，且赞普未尚公主为由推拒，太宗更感到他的贤良，但太宗想要厚待于他，便没有遵从他的意愿，还是将段氏嫁给他为妻。
公主第二任丈夫段綸是段文振之子。段綸曾為蜀郡太守、劍南道招慰大使、益，蒲二州都督、熊州刺史、散騎常侍、秘書監、宗正卿、禮部尚書、工部尚書等職，爵封紀國公。段綸、高密公主夫婦二人的後人有女段蕑璧（617年—651年），兒子段儼。段蕑璧封邳國夫人，嫁给长孙顺德之子。段俨的妻子们有獨孤善的曾孫女、和李元吉的女兒文安縣主（623年—648年）。

### 儿子段俨的婚姻关系
文安县主为段俨表姐妹。
|      |      |      |      | 高密公主母 （不详） | 高密公主母 （不详） | 高密公主母 （不详） | 高密公主母 （不详） | 高密公主母 （不详） | 高密公主母 （不详） |               |               | 唐高祖 李渊   | 唐高祖 李渊   | 唐高祖 李渊 | 唐高祖 李渊 | 唐高祖 李渊   | 唐高祖 李渊   |               |               | 窦皇后        | 窦皇后        | 窦皇后 | 窦皇后 | 窦皇后 | 窦皇后 |  |  |  |  |  |  |
|      |      |      |      | 高密公主母 （不详） | 高密公主母 （不详） | 高密公主母 （不详） | 高密公主母 （不详） | 高密公主母 （不详） | 高密公主母 （不详） |               |               | 唐高祖 李渊   | 唐高祖 李渊   | 唐高祖 李渊 | 唐高祖 李渊 | 唐高祖 李渊   | 唐高祖 李渊   |               |               | 窦皇后        | 窦皇后        | 窦皇后 | 窦皇后 | 窦皇后 | 窦皇后 |  |  |  |  |  |  |
|      |      |      |      |                     |                     |                     |                     |                     |                     |               |               |               |               |             |             |               |               |               |               |               |               |        |        |        |        |  |  |  |  |  |  |
| 段纶 | 段纶 | 段纶 | 段纶 | 段纶                | 段纶                |                     |                     | 高密公主 李氏       | 高密公主 李氏       | 高密公主 李氏 | 高密公主 李氏 | 高密公主 李氏 | 高密公主 李氏 |             |             | 李元吉        | 李元吉        | 李元吉        | 李元吉        | 李元吉        | 李元吉        |        |        |        |        |  |  |  |  |  |  |
| 段纶 | 段纶 | 段纶 | 段纶 | 段纶                | 段纶                |                     |                     | 高密公主 李氏       | 高密公主 李氏       | 高密公主 李氏 | 高密公主 李氏 | 高密公主 李氏 | 高密公主 李氏 |             |             | 李元吉        | 李元吉        | 李元吉        | 李元吉        | 李元吉        | 李元吉        |        |        |        |        |  |  |  |  |  |  |
|      |      |      |      |                     |                     |                     |                     |                     |                     |               |               |               |               |             |             |               |               |               |               |               |               |        |        |        |        |  |  |  |  |  |  |
|      |      |      |      | 段俨                | 段俨                | 段俨                | 段俨                | 段俨                | 段俨                |               |               |               |               |             |             | 文安县主 李氏 | 文安县主 李氏 | 文安县主 李氏 | 文安县主 李氏 | 文安县主 李氏 | 文安县主 李氏 |        |        |        |        |  |  |  |  |  |  |
|      |      |      |      | 段俨                | 段俨                | 段俨                | 段俨                | 段俨                | 段俨                |               |               |               |               |             |             | 文安县主 李氏 | 文安县主 李氏 | 文安县主 李氏 | 文安县主 李氏 | 文安县主 李氏 | 文安县主 李氏 |        |        |        |        |  |  |  |  |  |  |